# Victor Hănescu
Victor Hănescu (ur. 21 lipca 1981 w Bukareszcie) – rumuński tenisista, reprezentant w Pucharze Davisa, olimpijczyk.

## Kariera tenisowa
Zawodowym tenisistą Hănescu był w latach 2000–2016.
Pierwsze sukcesy w zawodowym Tourze zaczął odnosić w roku 2005, kiedy to awansował do ćwierćfinału wielkoszlemowego Rolanda Garrosa. Po drodze wyeliminował Davida Nalbandiana; przegrał z Rogerem Federerem. Tegoż samego roku osiągnął finał deblowego turnieju z cyklu ATP World Tour w Bukareszcie. Partnerem Hănescu był Andrei Pavel.
W roku 2007 Hănescu zagrał po raz pierwszy w finale gry pojedynczej, podczas zawodów w Bukareszcie. Spotkanie finałowe przegrał jednak z Gilles'em Simonem. W 2008 roku Hănescu odniósł swoje premierowe zwycięstwa turniejowe, zarówno w singlu, jak i deblu. Najpierw triumfował w grze podwójnej na kortach w Kitzbühel, gdzie razem z Jamesem Cerretanim pokonał w finale parę Lucas Arnold Ker–Olivier Rochus, natomiast w singlu wygrał zawody w Gstaad. Hănescu w drodze po tytuł pokonał m.in. w półfinale najwyżej rozstawionego w rozgrywkach Stanislasa Wawrinkę, a w finale Igora Andriejewa.
W połowie lipca 2009 roku, podczas turnieju w Stuttgarcie Hănescu uzyskał finały w grze pojedynczej i podwójnej. Mecz o tytuł w rozgrywkach singlowych przegrał z Jérémym Chardym, z kolei w deblu wspólnie z Horią Tecău przegrali z parą František Čermák–Michal Mertiňák. Na początku kwietnia 2010 roku Hănescu awansował do finału w Casablance, gdzie nie sprostał Stanislasowi Wawrince.
Drugie deblowe zwycięstwo Hănescu wywalczył pod koniec lutego 2011 roku w Acapulco, partnerując Horii Tecău. Spotkanie finałowe wygrali nad duetem Marcelo Melo–Bruno Soares. W maju tegoż samego sezonu Hănescu doszedł do finału singla w Nicei. Pojedynek o tytuł przegrał po trzysetowym meczu z Nicolásem Almagro.
Od roku 2001 Hănescu reprezentuje Rumunię w Pucharze Davisa. Do końca 2014 roku rozegrał w tych rozgrywkach 37 meczów (singiel i debel), z których 16 wygrał.
Hănescu 2 razy zagrał na igrzyskach olimpijskich, w Atenach (2004) i Pekinie (2008). W Atenach wystartował w grze pojedynczej podwójnej ponosząc porażki w 1 rundach, natomiast w Pekinie uczestniczył w rywalizacji singlowej dochodząc do 2 rundy.
Najwyżej sklasyfikowany w rankingu singlowym był na 26. miejscu na początku lipca 2009 roku, natomiast w zestawieniu deblistów pod koniec lipca 2008 roku był na 117. pozycji.

### Finały w turniejach ATP World Tour
| Legenda                                      |
| -------------------------------------------- |
| Wielki Szlem                                 |
| Igrzyska olimpijskie                         |
| Tennis Masters Cup / ATP Finals              |
| ATP Masters Series / ATP Tour Masters 1000   |
| ATP International Series Gold / ATP Tour 500 |
| ATP International Series / ATP Tour 250      |

#### Gra pojedyncza (1–4)
| Końcowy wynik | Nr | Data             | Turniej    | Nawierzchnia | Przeciwnik         | Wynik finału     |
| ------------- | -- | ---------------- | ---------- | ------------ | ------------------ | ---------------- |
| Finalista     | 1. | 16 września 2007 | Bukareszt  | Ceglana      | Gilles Simon       | 6:4, 3:6, 2:6    |
| Zwycięzca     | 1. | 13 lipca 2008    | Gstaad     | Ceglana      | Igor Andriejew     | 6:3, 6:4         |
| Finalista     | 2. | 19 lipca 2009    | Stuttgart  | Ceglana      | Jérémy Chardy      | 6:1, 3:6, 4:6    |
| Finalista     | 3. | 11 kwietnia 2010 | Casablanca | Ceglana      | Stanislas Wawrinka | 2:6, 3:6         |
| Finalista     | 4. | 21 maja 2011     | Nicea      | Ceglana      | Nicolás Almagro    | 7:6(5), 3:6, 3:6 |

#### Gra podwójna (2–2)
| Końcowy wynik | Nr | Data             | Turniej   | Nawierzchnia | Partner         | Przeciwnicy                      | Wynik finału  |
| ------------- | -- | ---------------- | --------- | ------------ | --------------- | -------------------------------- | ------------- |
| Finalista     | 1. | 18 września 2005 | Bukareszt | Ceglana      | Andrei Pavel    | José Acasuso Sebastián Prieto    | 3:6, 6:4, 3:6 |
| Zwycięzca     | 1. | 20 lipca 2008    | Kitzbühel | Ceglana      | James Cerretani | Lucas Arnold Ker Olivier Rochus  | 6:3, 7:5      |
| Finalista     | 2. | 19 lipca 2009    | Stuttgart | Ceglana      | Horia Tecău     | František Čermák Michal Mertiňák | 5:7, 4:6      |
| Zwycięzca     | 2. | 26 lutego 2011   | Acapulco  | Ceglana      | Horia Tecău     | Marcelo Melo Bruno Soares        | 6:1, 6:3      |

#### Starty wielkoszlemowe (gra pojedyncza)
| Turniej         | 2003 | 2004 | 2005 | 2006 | 2007 | 2008 | 2009 | 2010 | 2011 | 2012 | 2013 | 2014 | 2015 | 2016 | Wygrane turnieje | Bilans w turnieju |
| --------------- | ---- | ---- | ---- | ---- | ---- | ---- | ---- | ---- | ---- | ---- | ---- | ---- | ---- | ---- | ---------------- | ----------------- |
| Australian Open | –    | 1R   | 2R   | 1R   | 1R   | 1R   | 2R   | 2R   | 1R   | 1R   | 1R   | 2R   | –    | –    | 0 / 11           | 4–11              |
| French Open     | 3R   | 2R   | QF   | –    | 1R   | 2R   | 4R   | 3R   | 2R   | 1R   | 3R   | 1R   | –    | –    | 0 / 11           | 16–11             |
| Wimbledon       | 3R   | 1R   | 2R   | –    | –    | 2R   | 3R   | 3R   | 2R   | –    | 1R   | 1R   | –    | –    | 0 / 9            | 9–9               |
| US Open         | 1R   | 1R   | 1R   | –    | –    | 2R   | 1R   | 2R   | 1R   | –    | 1R   | –    | –    | –    | 0 / 8            | 2–8               |
| Bilans spotkań  | 4–3  | 1–4  | 6–4  | 0–1  | 0–2  | 3–4  | 6–4  | 6–4  | 2–4  | 0–2  | 2–4  | 1–3  | 0–0  | 0–0  | N/A              | 31–39             |